# Sint-Cruciskerk
De Sint-Cruciskerk of Neuwerkskerk (Duits: St. Cruciskirche; Neuwerkskirche) is een katholieke kerk aan de rand van de binnenstad van Erfurt, Thüringen en is de filaalkerk van de katholieke parochie van de Wigbertkerk.

## Geschiedenis
De stichting van de kerk gaat waarschijnlijk terug met de bouw van de stadsmuur in 1168 toen er een begin werd gemaakt van de aanleg van een nieuw stadsdeel. Het aan het Heilig Kruis (Latijn: Sanctae Crucis) gewijde kerkgebouw was aanvankelijk een parochiekerk. Tegen het einde van de 12e eeuw werd het klooster van de Augustijnessen wegens onrust verplaatst naar de Heilig Kruiskerk, die onderdeel werd van het nieuwe kloostercomplex.
In de jaren 1466-1473 werd de romaanse kerk vervangen door een laatgotische kerk. Volgens geschiedschrijvers bezaten kerk en klooster een rijke kerkschat, die in 1525 tijdens de Boerenoorlogen werd geplunderd. Wat er over was van de kerkschat werd in 1631 in beslag genomen door de Zweedse bezetters van Erfurt. Tijdens de reformatie bleven de Augustijnessen in bezit van het klooster.
Tegen het einde van de 17e eeuw verslechterde de bouwkundige toestand van het klooster en de kerk. In de jaren 1710-1731 werden de kloostergebouwen vernieuwd en op 8 mei 1731 werd de eerste steen gelegd voor het huidige kerkgebouw. De gotische muren en de torenschacht bleven bij de herbouw bewaard. Op 25 september 1735 werd de barokke kerk door hulpbisschop Gudenus weer ingewijd.
Samen met andere kloosters in de stad werd het klooster op 11 maart 1819 opgeheven. De afbraak volgde in 1881. Aan het klooster herinnert de kruisgang uit 1731-1733 met  kruisgraatgewelf. Het kerkgebouw bleef als parochiekerk bewaard.
In de jaren 1978-1985 volgde een algehele restauratie van de kerk. In 1982 werd de parochie bij de Sint-Wigbertparochie gevoegd.

## Interieur

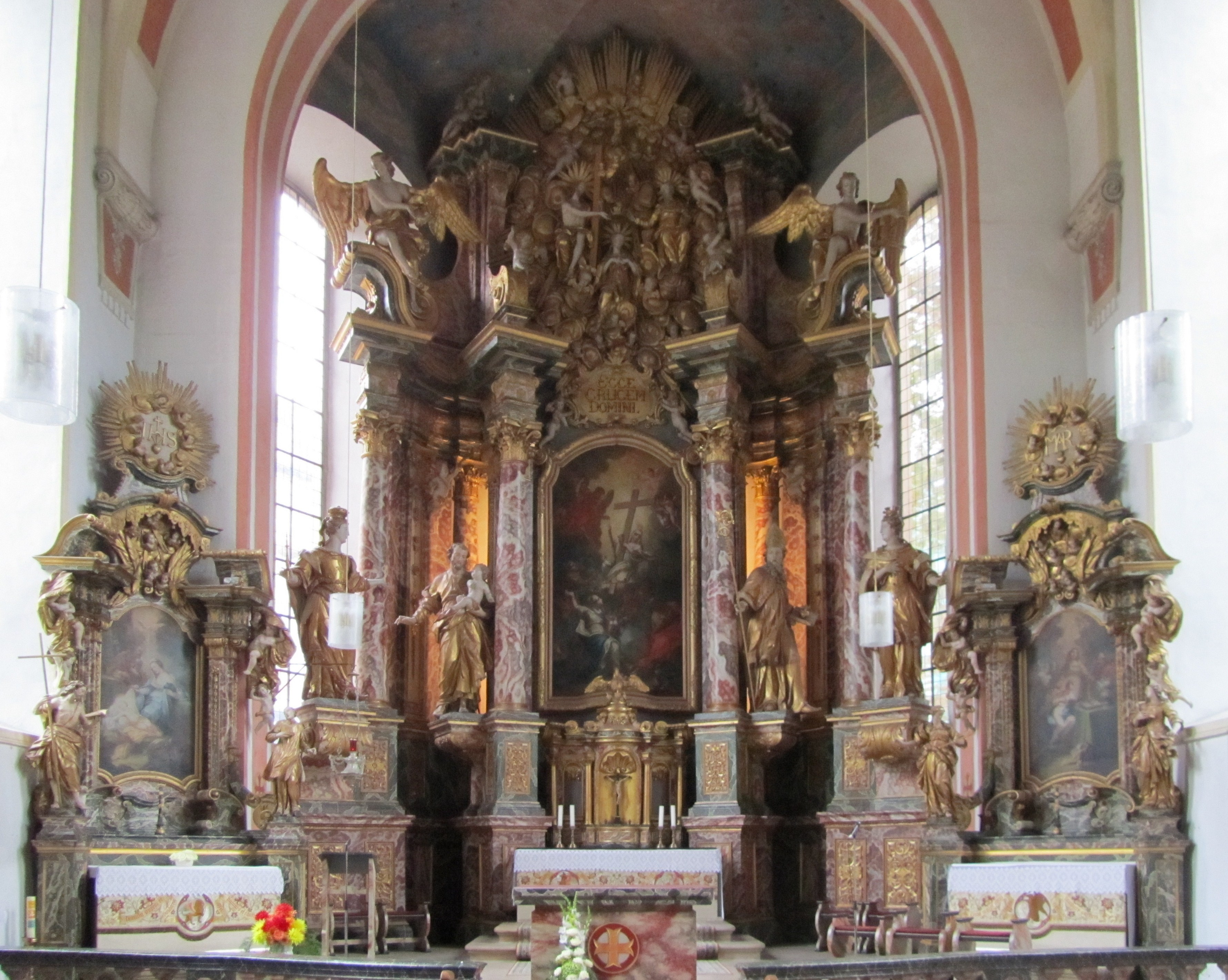
Hoogaltaar

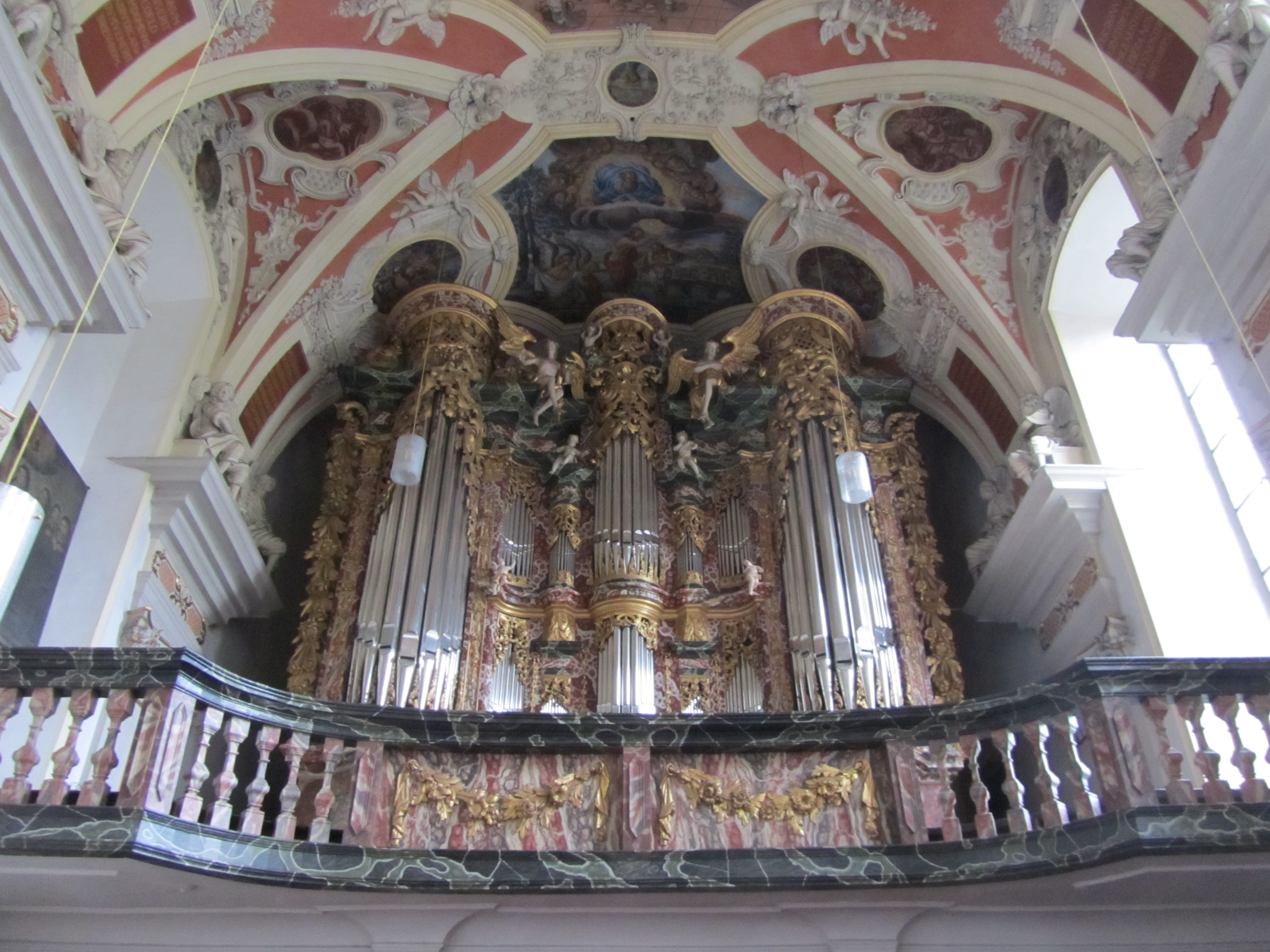
Orgel

- De eenschepige kerk is in barokke stijl ingericht. Het rondbogige tongewelf is voorzien van stucwerk en fresco's met als hoofdthema de lijdensgeschiedenis van Jezus.
- Het hoogaltaar (1735) werd aan het Heilig Kruis gewijd en beslaat de hele oostelijke koormuur. Het grote altaarschilderij onder het inschrift Ecce Crucem Domini (Zie het Kruis van de Heer) uit 1734 toont de heilige Helena met het Kruis. Naast de vier hoofdzuilen staan de levensgrote beelden van Sint-Jozef en Sint-Augustinus; van de buitenste gekroonde vrouwen zou één de heilige Helena voorstellen, van het andere beeld ontbreekt de naam. Het bovenste deel toont de Kroning van Maria met Christus en God de Vader in een achtergrond van wolken en engelen onder een stralenkrans.
- De kansel werd in 1739 voltooid. In 1980 werden de oorspronkelijke kleuren van de kansel weer blootgelegd (hetzelfde geldt overigens voor het overige barokke kerkmeubilair, zoals de orgelkas en de voorwerpenin de altaarruimte).
- Het oudste kunstwerk is het zandstenen Madonnabeeld tegenover de kansel (1380).
- Het gotisch kruis naast de kansel dateert uit 1450.
- Onder de orgelgalerij bevindt zich het doopvont met het inschrift 1736.
- De twee biechtstoelen aan de noordelijke en zuidelijke muur van het kerkschip zijn 19e-eeuws. De schilderijen van Maria Magdalena en de heilige Petrus zijn ouder en dateren uit 1790.

## Orgel
In de Cruciskerk staat een van de belangrijkste barokke orgels van Thüringen. Het werd van 1732 tot 1737 gebouwd en is het grootste orgel van de Erfurter orgelbouwer Franciscus Volckland. Het orgel werd in de jaren 2000-2003 door de orgelbouwer Alexander Schuke uit Potsdam gerestaureerd respectievelijk geconstrueerd. De rijk versierde orgelkas (1732-1737) reikt tot aan het gewelf.

## Bron
- Encyclopedie van Erfurt